# MaK 450 C
A MaK 450 C háromtengelyes dízel-hidraulikus tolatómozdony-sorozat, melyet a Maschinenbau Kiel (MaK) gyártott 1961 és 1967 között az első típusprogramjának részeként, összesen 24 példányban.
A német járműnyilvántartásban a 98 80 3264 számot rendelték ehhez a típushoz.

## Műszaki részletek
A MaK 450 C az 1955 és 1963 között gyártott MaK 400 C továbbfejlesztett változata, erősebb motorral. A 450 C-be épített MaK MS 301 F motor 1961-től állt rendelkezésre a 400 C-be szerelt MS 301 típus továbbfejlesztett változataként. A motor névleges teljesítménye 450 metrikus lóerő (331 kW) 900 min⁻¹ fordulatszámon. A motor lassú járású, soros kivitelű, 6 hengeres hajómotor. A mozdony dízel-hidraulikus hajtással rendelkezik, Voith L 37 Ub típusú hajtóművel. A hajtóerőt egy vaktengely továbbítja a három tengelyre a csatlórudakon keresztül. A típus legnagyobb megengedett sebessége 58 km/h (36 mph), üzemi tömege 42–48 tonna, tüzelőanyag-tartályának térfogata 970 liter.

## Üzemeltetők
A típust középnehéz tolatási és könnyű mellékvonali szolgálatra tervezték, és két kivételtől eltekintve kizárólag ipari és kikötői vasutakon használták. A mozdony legnagyobb ügyfele az Ilseder Hütte (Verkehrsbetriebe Peine-Salzgitter) volt tíz vásárolt és egy bérelt példánnyal.
A 2020-as években hét mozdony továbbra is mindennapi szolgálatban áll, illetve kettő múzeumvasúti használatban van. Hat példányt selejteztek, a többi kilenc mozdony holléte nem ismert.
| MaK 450 C-mozdonyok listája |             |                                                                 |                                                         | |
| Gyártási szám               | Gyártás éve | Első üzemeltető                                                 | Legutóbbi üzemeltető                                    | Megjegyzés |
| 400036                      | 1961        | Misburger Hafengesellschaft mbH                                 | IPE Locomotori S.p.A.                                   | A 2000-es évek során selejtezték |
| 400037                      | 1961        | Hafen- und Verkehrsbetriebe der Landeshauptstadt Kiel „1“       | Seehafen Kiel GmbH & Co. KG „1“                         | 2004-ben a hajtómű sérülése miatt kivonták a szolgálatból, majd Kiel-Wikben letétbe helyezték. 2013. január 18-án selejtezték                                   |
| 400038                      | 1961        | HIP „05”                                                        | IPE Locomotori S.p.A.                                   | |
| 400039                      | 1961        | HIP „06”                                                        | Impresa Luigi Notari S.p.A. „270536-3”                  | |
| 400040                      | 1961        | HIP „07”                                                        | Elisabeth Layritz GmbH                                  | Holléte ismeretlen |
| 400041                      | 1961        | WZTE „277“                                                      | Eisenbahnfreunde Walburg                                | Az Eisenbahnfreunde Walburg a MaK 400021 alkatrészbányájaként használta, holléte ismeretlen                                                                     |
| 400042                      | 1961        | Farbenfabriken Bayer AG, Werk Uerdingen „4“                     | Bayer AG, Werk Uerdingen „4“                            | 1976-ban Olaszországba került, azóta a holléte ismeretlen |
| 400043                      | 1962        | HIP „08”                                                        | Servizi Ferroviari S.r.l. „K 056“                       | |
| 400044                      | 1962        | HIP „09”                                                        | Todaro „T 2031“                                         | Holléte ismeretlen |
| 400045                      | 1962        | Esso AG „1”                                                     | DME „V 3”                                               | Robbanásbiztos kivitel |
| 400046                      | 1962        | Esso AG „2”                                                     | MiRO                                                    | Robbanásbiztos kivitel. 1997-ben selejtezték |
| 400047                      | 1962        | HIP „10”                                                        | Railfer srl „Tk 1931“                                   | |
| 400048                      | 1962        | HIP „11”                                                        | VPS „457“                                               | 1973. augusztus 20-án frontálisan ütközött a VPS 1121 pályaszámú MaK G 1100 BB-jével. A G 1100 BB-t megjavították, a 450 C-t 1974. szeptember 25-én selejtezték |
| 400049                      | 1963        | HIP „12”                                                        | Officine di Arquata '96 S.r.l.                          | |
| 400050                      | 1963        | HIP „13”                                                        | Hans Glaser                                             | Holléte ismeretlen |
| 400051                      | 1963        | HIP „14”                                                        | Cava di Nuova Bartolina                                 | |
| 400053                      | 1963        | Esso AG „3”                                                     | Esso AG „2”                                             | Robbanásbiztos kivitel. Holléte ismeretlen |
| 400054                      | 1964        | Vereinigte Kaliwerk Salzdetfurth AG, Werk Bad Salzdetfurt „III” | Arbeitsgemeinschaft Historische Eisenbahn e. V. „VL 11” | |
| 400055                      | 1964        | Rheinstahl Bergbau AG „1”                                       | EFW                                                     | 2018. november 12-én a rockenbergi Werner Winter GmbH telephelyén ócskavasként feldarabolták                                                                    |
| 400056                      | 1964        | Rheinstahl Bergbau AG „2”                                       | EFW                                                     | 2018. november 12-én a rockenbergi Werner Winter GmbH telephelyén ócskavasként feldarabolták                                                                    |
| 400057                      | 1964        | Rheinstahl Bergbau AG „3”                                       | RAG „V 110”                                             | Holléte ismeretlen |
| 400058                      | 1967        | MaK                                                             | MaK                                                     | A Maschinenbau Kiel 1967 és 1975 között bérmozdonyként üzemeltette, 1995-ben a 400055 alkatrészbányája lett, majd 1996-ban selejtezték                          |
| 400059                      | 1966        | MaK                                                             | Ineo SCLE Ferroviaire S.r.l. „FD FMT FI 1262 M”         | |
| 400060                      | 1966        | MaK                                                             | Rotternos AB                                            | Holléte ismeretlen |

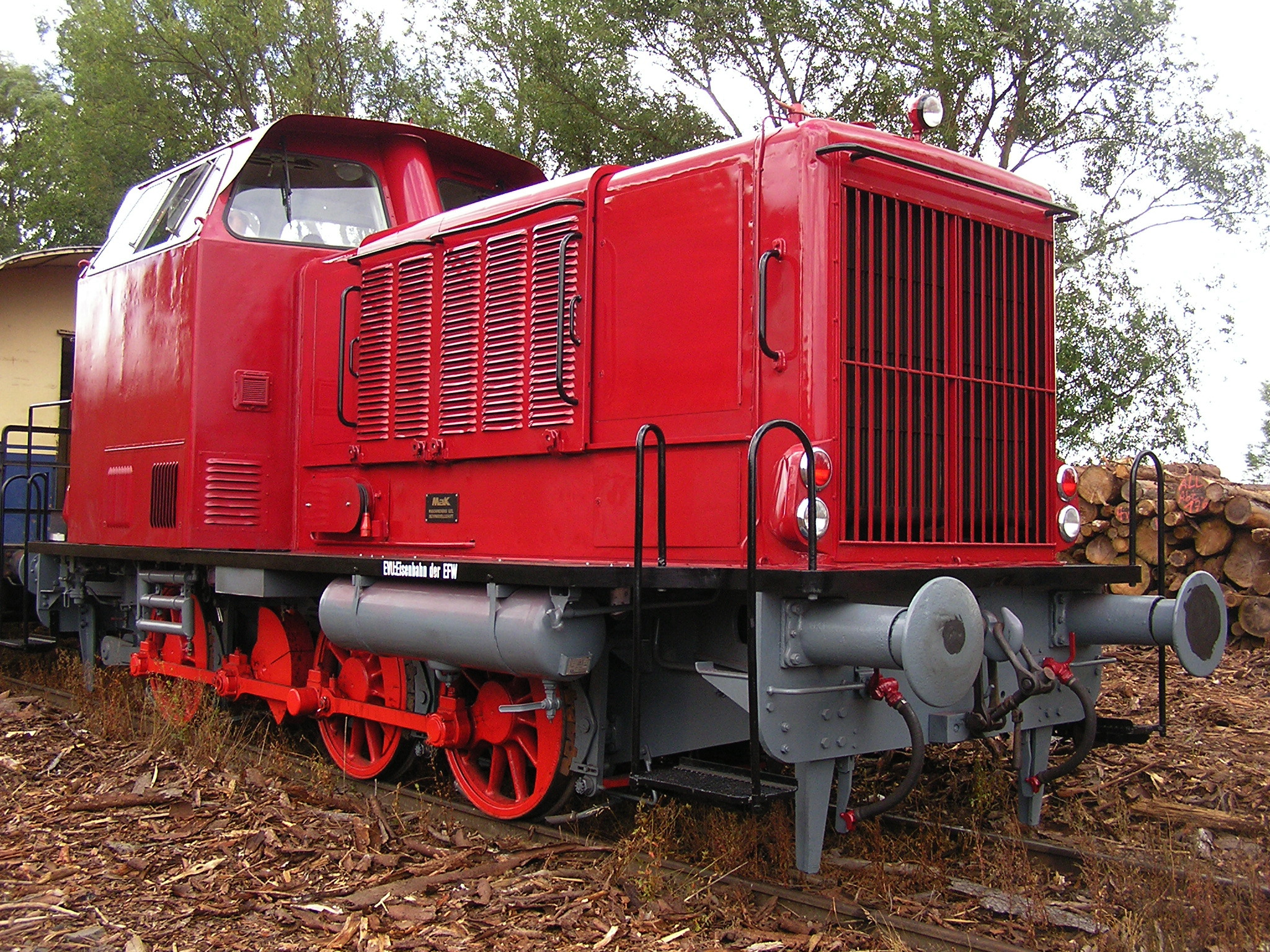
Az Eisenbahnfreunde Wetterau 450 C mozdonya
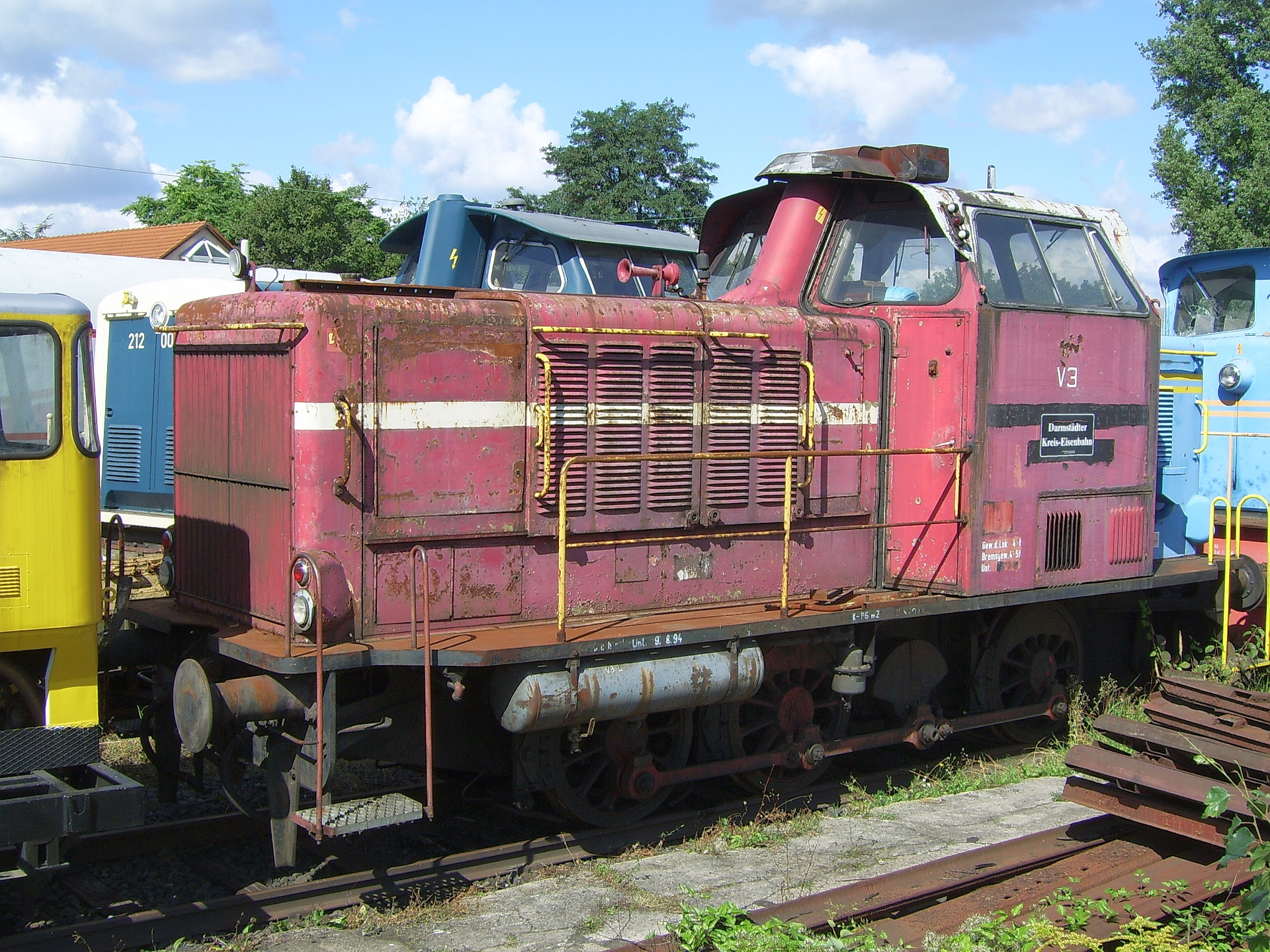
A Deutsche Museums-Eisenbahn robbanásbiztos kivitelű 450 C mozdonya
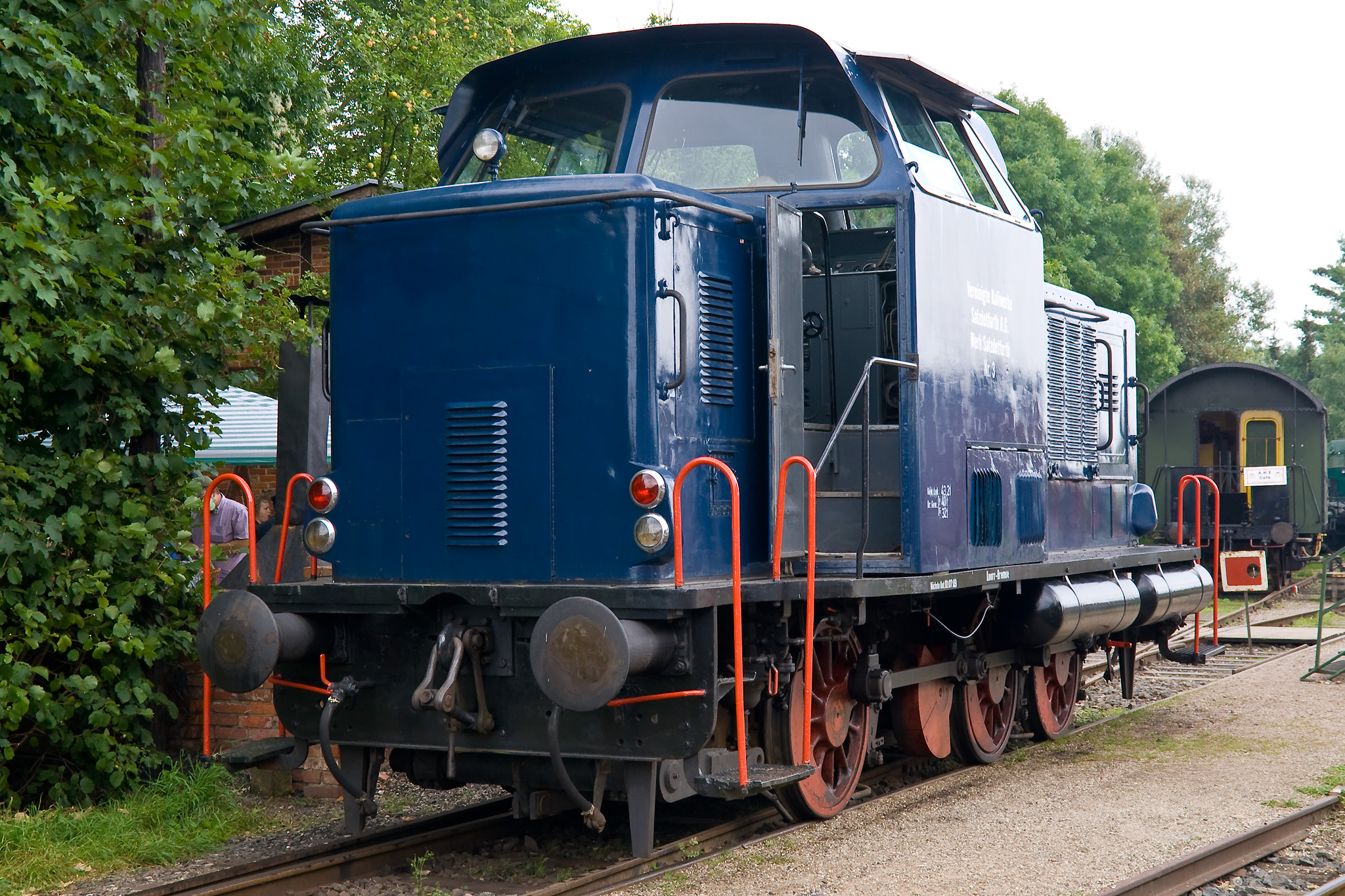
Az Arbeitsgemeinschaft historische Eisenbahn 450 C mozdonya

## Fordítás
- Ez a szócikk részben vagy egészben  a   MaK 450 C című német Wikipédia-szócikk ezen változatának fordításán alapul.  Az eredeti cikk szerkesztőit annak laptörténete sorolja fel. Ez a jelzés csupán a megfogalmazás eredetét és a szerzői jogokat jelzi, nem szolgál a cikkben szereplő információk forrásmegjelöléseként.